# Sochós
Sochós är en ort i Grekland.   Den ligger i prefekturen Nomós Thessaloníkis och regionen Mellersta Makedonien, i den nordöstra delen av landet, 300 km norr om huvudstaden Aten. Sochós ligger 620 meter över havet och antalet invånare är 2 748.
Terrängen runt Sochós är kuperad. Runt Sochós är det ganska glesbefolkat, med 29 invånare per kvadratkilometer. Närmaste större samhälle är Nigríta, 15,5 km nordost om Sochós. Trakten runt Sochós består till största delen av jordbruksmark.